# Copa Generalitat de futbol femenina
La Copa Generalitat de futbol femenina fou una competició esportiva de clubs de futbol femenins catalans. De caràcter anual, se celebrà per primer cop la temporada 1980-81.
Prèviament, durant la dècada del 1970 es disputaren diversos campionats de Catalunya oficiosos, com la Copa Pernod (1971). la Copa Primavera de Educación y Descanso o el Trofeu Ràdio Miramar (1974), que no tingueren gaire ressò ni continuïtat. Desprès d'anys de reivindicació, l'octubre de 1980 el futbol femení es federà dins de la Federació Espanyola de Futbol i el desembre del mateix any la Federació Catalana de Futbol creà el Comitè de futbol femení. D'aquesta forma, es permeté que es disputessin les primeres competicions oficials, com la Lliga catalana i la Copa Generalitat. Alhora, també van néixer nous clubs federats que augmentà el nombre de participants i futbolistes. La primera final de la Copa Generalitat fou celebrada el 1981 i competiren el Reial Club Deportiu Espanyol i el Club Femení Sabadell, essent el club blanc-i-blau el primer campió.
Amb la instauració de la Lliga espanyola la temporada 1988-89, les competicions catalanes foren disputades per equips filials i quedaren relegades a un segon pla.

## Historial
| En negreta = Equip guanyador (1) = Nombre de campionats (prò.) = Pròrroga (p.) = Penals Nota. Noms dels equips segons l'època |

| Edició | Temp.   | Data       | Campió                        | Resultat     | Subcampió            | Estadi                       | Ref.        |
| ------ | ------- | ---------- | ----------------------------- | ------------ | -------------------- | ---------------------------- | ----------- |
| I      | 1980-81 |            | RCD Espanyol (1)              |              | CF Sabadell          |                              | [ 1 ]       |
| II     | 1981-82 |            | PFB Horta (1)                 | 3-0          | RCD Espanyol         |                              | [ 5 ] [ 6 ] |
| III    | 1982-83 |            | PB Barcilona Deco Parquet (1) |              |                      |                              | [ 1 ]       |
| IV     | 1983-84 | 14-07-1984 | PB Barcilona Deco Parquet (2) | 3-0          | CF Barcelona         | Camp Feliu Codina, Barcelona | [ 1 ]       |
| V      | 1984-85 | 29-06-1985 | CF Barcelona (1)              | 1-0          | FF Vallès Occidental | Camp del CF Badalona         | [ 7 ]       |
| VI     | 1985-86 | 05-07-1986 | FF Athenas (1)                | 1-1 (4-3,p.) | CF Barcelona         | Camp Feliu Codina, Barcelona | [ 8 ]       |
| VII    | 1986-87 | 11-07-1987 | PB Barcilona Deco Parquet (3) | 1-0          | FF Vallès Occidental | Santa Coloma de Gramenet     | [ 1 ] [ 9 ] |
| VIII   | 1987-88 | 11-06-1988 | FF Vallès Occidental (1)      | 2-1          | CF Sabadell          | Nova Creu Alta, Sabadell     | [ 10 ]      |
| IX     | 1988-89 | 04-06-1989 | FF Vallès Occidental (2)      | 1-1 (4-2,p.) | CF Sabadell          | Camp Feliu Codina, Barcelona | [ 11 ]      |